# Veronica crinita
Veronica crinita är en grobladsväxtart som beskrevs av Pál Kitaibel och Schultes. Veronica crinita ingår i släktet veronikor, och familjen grobladsväxter. Inga underarter finns listade i Catalogue of Life.